# Dow H. Drukker

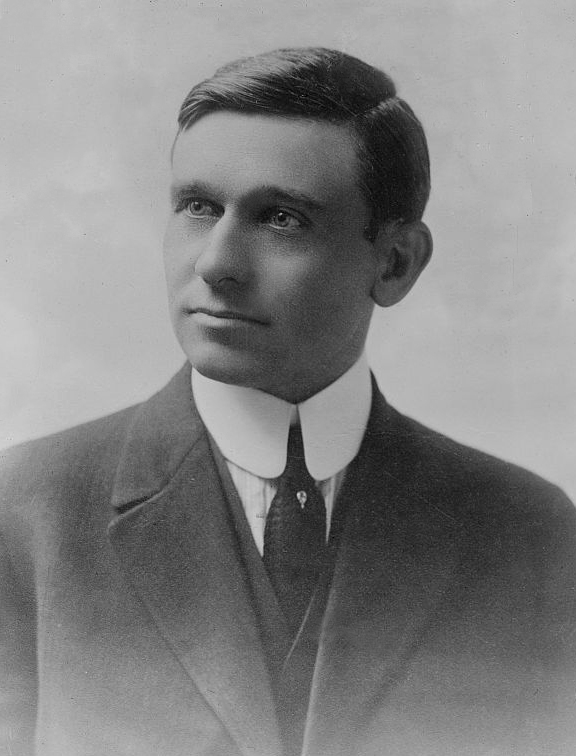
Dow H. Drukker

Dow Henry Drukker (* 7. Februar 1872 in Sneek, Niederlande; † 11. Januar 1963 in Lake Wales, Florida) war ein niederländisch-amerikanischer Politiker. Zwischen 1914 und 1919 vertrat er den Bundesstaat New Jersey im US-Repräsentantenhaus.

## Leben
Noch in seiner Jugend kam Dow Drukker aus seiner niederländischen Heimat in die Vereinigten Staaten, wo sich die Familie in Grand Rapids (Michigan) niederließ. Er besuchte die öffentlichen Schulen seiner neuen Heimat und zog im Jahr 1897 nach Passaic in New Jersey. Dort arbeitete er unter anderem im Bankgewerbe. Gleichzeitig begann er als Mitglied der Republikanischen Partei eine politische Laufbahn. Zwischen 1906 und 1913 saß er im Kreisrat im Passaic County, dessen Vorsitzender er zwischen 1908 und 1912 war.
Nach dem Tod des Abgeordneten Robert G. Bremner wurde Drukker bei der fälligen Nachwahl für den siebten Sitz von New Jersey als dessen Nachfolger in das US-Repräsentantenhaus in Washington, D.C. gewählt, wo er am 7. April 1914 sein neues Mandat antrat. Nach zwei Wiederwahlen konnte er bis zum 3. März 1919 im Kongress verbleiben. In diese Zeit fiel der Erste Weltkrieg. Im Jahr 1918 verzichtete er auf eine weitere Kandidatur.
Zwischen 1916 und 1963 gab Drukker die Zeitung „Herald-News of Passaic-Clifton“ heraus. Bereits seit 1909 war er Präsident der Firma Union Building and Investment Co. Im Jahr 1953 unterstützte er die Niederlande nach einer Sturmflut. Für seine Verdienste in dieser Angelegenheit wurde er von Königin Juliana zum Ritter des Ordens von Oranien-Nassau geschlagen. Dow Drukker starb am 11. Januar 1963 in Lake Wales und wurde in Paterson beigesetzt.